# Сааков Леонід Ішханович
Леонід Ішханович Сааков (рос. Леонид Ишханович Сааков нар. 10 червня 1955, Баку, Азербайджанська РСР — пом. 19 травня 2008, Харків, Україна) — радянський футболіст та український тренер, грав на позиції півзахисника. Майстер спорту СРСР з 1980 року.

## Клубна кар'єра
Леонід Сааков народився в Баку, в сім'ї де в футбол грали всі — батько, дядько, старший брат. З двох років його брали з собою на матчі, на тренування, а вже в шість років він записався у футбольну секцію. У 1975 році дебютував за «Хазар» з Сумгаїта, далі грав в «Аразі» й «Дружбі», в складі якої його помітив головний тренер «Металіста» Євген Лемешко, який запропонував йому переїхати до Харкова, проте Сааков опинився в «Кубані». З 1980 по 1984 рік грав у «Металісті» з Харкова, з яким вийшов до Вищої ліги, а також був фіналістом Кубка СРСР у 1983 році. Після «Металіста» грав за клуби нижчих дивізіонів, серед яких було й «Торпедо» з міста Запоріжжя. У 1991 році перебував у заявці «Ритму» з Бєлгорода, однак участі в іграх не брав. У 1993 році зіграв один матч за «Авангард» з Мерефи в аматорському чемпіонаті України.

## Тренерська діяльність
Після закінчення футбольної кар'єри Леонід Сааков залишився працювати у футбольній школі «Металіста», тренував юних футболістів, гравців 1988 року народження, з якими двічі виходив у фінальний турнірах юнацького чемпіонату України. Після випуску цієї вікової групи Леонід Сааков влітку 2006 року був запрошений в харківську команду «Арсенал» як другий тренер.

## Досягнення
«Металіст»
- Перша ліга чемпіонату СРСР
  -  Чемпіон: 1981

- Кубок СРСР
  -  Фіналіст: 1983

## Смерть
17 травня 2008 року Леонід Ішханович раптом подзвонив своєму другові і попросив покатати його по нічному Харкову, однак Сааков лише тільки сидів і дивився, нібито знав, що прощається з цим містом.
Помер в ніч з 18 на 19 травня 2008 року після тривалої хвороби.